# Робшайт-Роббинс, Фрида
Фрида Ро́бшайт-Ро́ббинс (нем. Frieda Robscheit-Robbins; 8 июня 1888 — 18 декабря 1973) — американский врач-патолог немецкого происхождения, тесно работала с Джорджем Гойтом Уиплу, проводя исследования относительно использования тканей печени в лечении злокачественной анемии, будучи соавтором 21 работы между 1925 и 1930 годами. Уипл получил Нобелевскую премию в 1934 году за свои достижения, однако Робшайт-Роббинс не была отмечена в этой награде, хотя Уипл и поделился с ней денежным вознаграждением.
Робшайт-Роббинс описали в 1981 году как женщину «существенного присутствия», которую часто видели убранной в бриллианты и с элегантно зачесанными" волосами.
В 2002 году в статье издания «Discover» под названием «50 самых важных женщин в науке» отметили, что вклад Робшайт-Роббинс «заслуживает большего внимания».

## Ранние годы и образование
Родившись в Германии, Робшайт-Роббинс переехала в США ещё в детстве. Она получила звание бакалавра в Чикагском университете, звание магистра в Калифорнийском университете, и звание PhD в Рочестерском университете.

## Исследования
Уипл и Робшайт-Роббинс установили животную модель анемии. Они обнаружили, что когда собаки теряют большое количество крови, у них проявляются симптомы, подобные анемии. Как только они установили эту экспериментальную модель, они могли тестировать экспериментальные терапии. Они тестировали диеты, основанные на различных органах: селезёнке, легких, печени, кишечнике и др. Они обнаружили, что собаки, откормленные печеночной диетой, восстанавливались быстрее, что указывало на то, что анемия является связанной с неисправной работой печени.
Предыдущее исследование было проведено в начале 1920-х годов в фонде Джорджа Уильяма Хупера Калифорнийского университета, во время которого обнаружили, что абрикосы являются ценными в лечении индуцированной анемии у собак. Этот результат настолько удивил исследователей, что его не опубликовали. Однако в 1922 году работы продолжились в Рочестерском университете в Нью-Йорке, где исследователи сравнивали эффективность различных веществ в лечении анемии.
Робшайт-Роббинс начала работать с Уиплу в 1917 году; он оставался её партнёром в течение 18 лет. Она была первым указанным автором важнейшего труда Уипла, во многих областях исследований последний автор в списке является директором лаборатории или принципиальным исследователем, ответственным за направление работ. Робшайт-Роббинс была соавтором десяти из 23 работ, которые Уипл процитировал в своей нобелевской речи.

## Личная жизнь
Робшайт-Роббинс обручилась с А. Спрейгом. Умерла в декабре 1973 года в г. Тусон штата Аризона, США.